# Старуха Лоухи
Старуха Лоухи (фин. Louhi) — хозяйка Похьолы в карельском народном эпосе и в финской поэме «Калевала», могущественная колдунья. В «Калевале» Лоухи — старуха, злой отрицательный персонаж. По её инициативе Ильмаринен создает волшебную мельницу Сампо, после чего он становится мужем одной из её дочерей. Во время свадебного пира её мужа убивает Лемминкяйнен. После утраты Сампо, которое похищает Вяйнямейнен, Лоухи насылает болезни на страну Калевалу. Именно она похищает Солнце и Луну.
Вместе с тем, в заговорах «деву Похьи» (то есть, по некоторым версиям, Лоухи) называют «хозяйкой дичи, зверя, рыб озёрных», призывают пригнать добычу с далёкого севера в землю людей.
В метааналитических исследованиях фольклора иногда можно встретить вывод о наличии сходности черт её описания с описанием Бабы Яги.

## Этимология
По А. Турунену, слово «Лоухи» в словосочетании «Лоухи Похьолы хозяйка» (фин. Louhi Pohjolan emanto) — это эпитет местности Похьола, а не имя её хозяйки. Сравните фин. louhi «скала, камень» и постоянный эпитет Похьолы — «скалистая Похьола».

## Современное переосмысление образа
- В 2007—2008 годах в посёлке Лоухи, расположенном на берегу Лоухского озера, проходил праздник-капустник «Старуха Лоухи — вернём доброе имя». По мысли его устроителей, Старуха Лоухи была не злой ведьмой, а настоящей хозяйкой, радеющей о благе своего народа[5].

## Топоним
Именем Старухи Лоухи назван посёлок на севере Карелии и равнина на севере Венеры.